# Concerned
Concerned: The Half-Life and Death of Gordon Frohman – komiks internetowy, stworzony przez Christophera C. Livingstona, parodiujący popularną grę komputerowa typu first-person shooter Half-Life 2. Komiks tworzony jest ze zrzutów ekranów z odpowiednimi pozami postaci ustawianymi za pomocą Garry’s Moda. Co wtorek i czwartek ukazywał się nowy odcinek komiksu.

## Fabuła
W grze Half-Life 2, gracz wciela się w rolę Gordona Freemana. Fabuła gry opowiada o inwazji Kombinatu, obcej cywilizacji na Ziemi.
Komiks Concerned opiera się na podobnej fabule, lecz głównym bohaterem jest Gordon Frohman, optymistyczny dziwak, który przyjechał parę tygodni przed przybyciem Freemana do City 17. Frohman jest niewiarygodnie naiwny i, w przeciwieństwie do mieszkańców miasta, wydaje się, że lubi życie pod rządami totalitarysty, doktora Breena i Kombinatu.

## Komiks w mediach
Komiks Concerned był tematem niektórych artykułów w czasopismach dotyczących gier komputerowych lub też pokazywany był jako ciekawostka w:
- Computer Gaming World - numer styczniowy 2006, strona 52, dział „Public Access”.  Artykuł „Funny Freeman” zawierający dwa odcinki komiksu Concerned stworzone specjalnie dla magazynu. Odcinki 1-60 dołączone zostały do płyty cover CD.
- PC Gamer - numer majowy 2006, strona 58, artykuł „Concerned”.
- PC Gamer UK - numer marcowy 2006, strona 109, dział „Extra-Life”. Artykuł „Concerned”. Odcinki 1-100 dołączone zostały do płyty cover CD. Ten sam artykuł wydrukowany został w majowym 2006 wydaniu amerykańskiego PC Gamer (strona 58).
- PC Zone - numer styczniowy 2006, ciekawostka (ramka „A Little Concerned”).

Pozytywnie o komiksie wypowiadali się także pracownicy Valve, producenta Half-Life 2.
Popularność komiksu, jak i decyzja autora o zaniechaniu kontynuacji fabuły na podstawie Half-Life 2: Episode One przyczyniły się do powstania nieoficjalnego sequelu, zatytułowanego Concerned 2: A Concerned Rip-Off: The Continuing Adventures of Gordon Frohman, stworzonego przez Normana N. Blacka. Komiks ten jest w stanie zawieszenia od 28 listopada 2010 roku.
Istniały także plany druku Concerned. Nie zostały zrealizowane z powodu zbyt małej rozdzielczości obrazu, co odbiłoby się negatywnie na jakości wydruku.